# Vitstrupig tangara
Ej att förväxla med vitstrupig frötangara (Sporophila albogularis).
Vitstrupig tangara (Idiopsar erythronotus) är en fågel i familjen tangaror inom ordningen tättingar.

## Utseende
Vitstrupig tangara är en finkliknande fågel med rätt anspråkslös fjäderdräkt. Den är genomgående grå, med som namnet avslöjar en vit strupfläck. Jämfört med glaciärtangaran har den enfärgat grått huvud och en stor svart vingpanel. Ungfågeln har brunaktig anstrykning på ryggen.

## Utbredning och systematik
Fågeln förekommer i Anderna i sydvästra Peru, sydvästra Bolivia och norra Chile. Den behandlas som monotypisk, det vill säga att den inte delas in i några underarter.

Artens utbredningsområde.

### Släktestillhörighet
Tidigare placerades arten i släktet Phrygilus. Genetiska studier visar dock att det släktet är kraftigt parafyletiskt. Vitstrupig tangara och dess nära släkting sadeltangaran står istället mycket nära talustangaran (Idiopsar brachyurus) och förs därför allt oftare till Idiopsar alternativt i det egna släktet Ephippiospingus.

### Familjetillhörighet
Liksom andra finkliknande tangaror placerades denna art tidigare i familjen Emberizidae. Genetiska studier visar dock att den är en del av tangarorna.

## Levnadssätt
Vitstrupig tangara hittas i höga bergstrakter. Där ses den mycket lokalt på myrar och steniga sluttningar. Den ses vanligen i par eller smågrupper, födosökande på marken och sällan tillsammans med andra fröätande fåglar.

## Status
Arten har ett stort utbredningsområde och beståndet anses stabilt. Internationella naturvårdsunionen IUCN listar den därför som livskraftig (LC).